# Polystachya camaridioides
Espèce
Polystachya camaridioides est une espèce de plantes à fleurs de la famille des Orchidaceae (les orchidées) et du genre Polystachya, présente au Cameroun, au Nigeria et en Guinée équatoriale.

## Description
C'est une herbe épiphyte d'environ 5 cm de hauteur.

## Distribution
L'espèce a été observée sur deux sites au sud-ouest du Cameroun, au lac Barombi Mbo et dans le sanctuaire de faune sauvage de Banyang-Mbo, également sur un site au Nigeria et sur un autre en Guinée équatoriale sur l'île de Bioko.

## Habitat
Relativement rare, elle a été collectée dans la forêt submontagnarde, à une altitude comprise entre 50 et 200 m.